# Psychiatria (czasopismo)
Psychiatria – wydawany przez Wydawnictwo Via Medica kwartalnik adresowany do szerokiego grona psychiatrów praktykujących w warunkach szpitalnych oraz ambulatoryjnych. Redaktorem naczelnym jest dr n. med. Michał Lew-Starowicz, prof. CMKP.
W skład rady naukowej wchodzą samodzielni pracownicy naukowi z tytułem profesora lub doktora habilitowanego z Polski. Artykuły ukazują się w języku polskim (drukowane są także abstrakty w języku angielskim).

## Stałe działy
- prace oryginalne
- prace poglądowe
- prace kazuistyczne (opisy przypadków)
- listy
- recenzje książek
- komentarze redakcyjne

## Indeksacja
- Index Copernicus (IC)

Współczynniki cytowań:
- Index Copernicus (2021): 114,93[3]
- CiteScore (2021): 0,30

Na liście czasopism punktowanych przez polskie Ministerstwo Nauki otrzymało 20 punktów.